# 香港聖公會
香港聖公會（英語：Hong Kong Sheng Kung Hui）是普世聖公宗的第38個教省，管轄範圍包括香港和澳門。
聖公會於香港擁有悠久的歷史，於香港基督教歷史上佔有重要的席位。除了作為一個宗教團體，香港聖公會還積極參與香港社會各大小事務，也是香港主要的辦學團體之一。香港聖公會也是基督新教在香港的一個主要宗派。
現任主教長是陳謳明大主教，教省秘書長劉永勤牧師，設有教省辦事處處理教務。大主教的神學和歷史顧問為魏克利牧師（英語：Philip L. Wickeri）。

## 聖公宗信仰
聖公會信仰是基於相信聖經，舊新約的聖典，「包含一切必要的救贖」。香港聖公會進一步維持已獲通過教會主教制中主教、牧師、和會吏的三種聖職。

## 歷史
根據香港聖公會官方網頁的發展簡史，香港的聖公會組織始於1843年，迄今已有逾150年歷史。
- 1843年：於香港成為英國殖民地後，英國聖公會派遣史丹頓牧師來港，以牧養於香港的英國人信徒，並同時創立聖保羅書院及興建聖約翰座堂，及后亦开始向華人宣教。
- 1849年：成立維多利亞教區，直接隸屬坎特伯里大主教轄治權下，管轄範圍包括香港、中國、日本等地的宣教事務。首任教區主教為施美夫主教。
- 1865年：首所華人教堂聖士提反堂建成。
- 1912年：中華聖公會成立，香港成立中華聖公會港粵（後稱華南）教區。至此香港聖公宗的中文聖堂行政上同時隸屬於維多利亞教區及港粵教區，而英文聖堂則只隸屬於維多利亞教區，但主教同為一人。
- 1941年12月至1945年8月：香港日治時期，香港聖公會由日本派出神職人員進行管理。香港重光後恢復原體制。
- 1951年：因中國大陸政局轉變，第二十屆維多利亞/華南教區議會議決香港及澳門之聖堂脫離中華聖公會港粵教區，成立港澳教區，沒有隸屬於任何教省，由坎特伯里大主教作為教區的轄治權人，屬地方性質的「治外教區」。後來雖然中華聖公會已不復存在，但港澳教區依然保持中華聖公會的信仰及禮儀，及中華聖公會1948年的總議會憲綱和憲法則例，港澳教區聖品受封職的誓書內，亦一直保持願遵守中華聖公會的教義，教政及禮儀的宣誓字句。
- 1962年：東南亞各教區組成「聖公會東南亞教區議會」（後稱東亞議會），港澳教區為成員之一。
- 1965年：因坎特伯里大主教認為東南亞教區議會將發展為一獨立的教省，故宣佈放棄對港澳教區的轄治權，原意為將此權交給期望日後成立的東亞教省。然而後來東亞議會並沒有成為一教省，而只作為中華聖公會憲章規條信託人。自此港澳教區成為一游離的個體。
- 1981年：選出鄺廣傑牧師為港澳教區主教，並為港澳教區首位華人主教。鄺廣傑主教成為香港及澳門第一位華人主教。鄺主教在其後的26年間以平穩手法和清晰願景，牧養、管理教會。他注重實踐，善於凝聚信徒傳教，並對教會政策、結構及財政進行了重組，又協助教會與中國大陆政府建立關係，從而確保了教會在九七後，於香港特別行政區平穩過渡。
- 1991年：由於港澳教區工作隨著社會發展而日益增多，加上長期以來沿用中華聖公會的憲章和規例因中華聖公會的不存在而無法更新，因此港澳教區於第40屆教區會議中，決定籌備成立教省。
- 1995年：祝聖徐贊生會吏長為東九龍分區主教，蘇以葆會吏長為西九龍分區主教。
- 1998年：選出鄺廣傑主教為香港聖公會教省首任大主教暨主教長，並於10月25日舉行教省成立崇拜及大主教陞座禮。香港島教區、東九龍教區、西九龍教區和澳門傳道地區相繼成立。
- 2007年：擔任港澳聖公會首牧26年的鄺廣傑大主教於1月1日退任教省主教長，第二任主教長於2月3日在中環聖保羅堂舉行的大主教選舉，由教省總議會中三院組成的大主教選舉團投票選出鄺保羅主教為新任大主教，並在9月26日假聖約翰座堂舉行就職禮崇拜。鄺廣傑大主教於2007年榮休，教省大主教選舉團選出香港島教區主教鄺保羅為第二任大主教及教省主教長。而蘇以葆主教及徐贊生主教亦分別於2012年及2014年榮休。西九龍教區選出陳謳明為第二任教區主教，東九龍教區則選出郭志丕為第二任主教。
- 2020年：鄺保羅大主教於2020年底榮休，教省大主教選舉團選出西九龍教區主教陳謳明為第三任大主教及教省主教長，香港島教區選出謝子和為第三任教區主教。

香港主權移交後兩年起，香港聖公會屬普世聖公宗之一員，行政上是一個獨立自治的教省，和英國聖公會也再沒有關連。此後，香港聖公會與中華人民共和國政府的關係變得越來越密切，2007年接任的前任大主教鄺保羅更擔任了中国人民政治协商会议全国委员会委員，并在多項爭議的議題上支持中華人民共和國政府和中華人民共和國香港特別行政區政府。

## 組織

### 教區及傳道地區
香港聖公會教省轄下分三個教區及一個傳道地區，分別為：

| - 香港島教區 - 主教：謝子和 - 座堂：聖約翰座堂 | - 東九龍教區 - 主教：郭志丕 - 座堂：聖三一座堂 | - 西九龍教區 - 主教：陳謳明 - 座堂：諸聖座堂 | - 澳門傳道地區 - 主教：陳謳明 - 傳道地區首堂：澳門聖馬可堂 |

香港聖公會三個教區（圖中未顯示澳門傳道地區）

香港聖公會東西九龍教區的範圍與現今立法會九龍東、新界東及九龍西、新界西選區分界並不相同。教省在整體上牧區、傳道區、中學、小學、幼稚園及社會服務機構，全部設置在香港及澳門。

### 總議會
教省總議會由主教院、聖品院和平信徒院組成。成員來自香港島教區、東九龍教區、西九龍教區及澳門傳道地區。總議會之下，有不同的委員會負責不同聖工的地方。

## 現任主教長、各教區主教
- 香港聖公會主教長兼任澳門傳道地區主教及西九龍教區主教：陳謳明大主教（2012年3月26日至今）

- 東九龍教區主教：郭志丕主教（2014年11月24日至今）

- 香港島教區主教：謝子和主教（2021年1月2日至今）

## 歷任會督（主教）/大主教

### 教省成立前
- 英國聖公會（英格蘭/英國國教會）殖民地會長
  - 史丹頓牧師
- 聖公會維多利亞教區監司/監督
  - 1. 施美夫監司（1849至1864年）
  - 2. 柯爾福監司（1867至1872年）
  - 3. 包爾騰監督（1874至1897年）
  - 4. 霍約瑟監督（1898至1906年）
- 聖公會維多利亞教區會督暨中華聖公會港粵/華南教區會督
  - 5. 倫義華會督（1907至1920年）
  - 6. 杜培義會督（1920至1932年）
  - 7. 何明華會督（1932至1967年）
    - 莫壽增副會督（1935至1943年）
    - 朱友漁副會督（昆明(雲南)主教）（1940至1947年）
    - 侯利華副會督(1946年至？年）
    - 黃奎元副會督（昆明(雲貴)主教）（1946年至1947年(自立為雲貴教區)）
    - 慕容賢副會督（廣東主教）（1949年至？年）
- 聖公會港澳教區會督/主教
  - 7. 何明華會督（1951至1967年）
  - 8. 白約翰會督（1967至1981年）
  - 9. 鄺廣傑主教（1981至1998年）

### 教省成立後
- 香港聖公會教省主教長
  - 1. 鄺廣傑大主教 GBS（1998至2006年）
  - 2. 鄺保羅大主教（2007年至2020年）
  - 3. 陳謳明大主教（2021年至今）

## 辦學
香港聖公會是香港的主要辦學團體之一。現任聖公宗（香港）小學監理委員會有限公司 （页面存档备份，存于）主席為陳謳明主教（西九龍教區主教）、總幹事謝振強；聖公宗（香港）中學委員會有限公司主席則為梁貫成教授。

### 教育改革爭議
雖然香港聖公會自英國殖民地時代開始，一直在教育方面不斷作出貢獻，但在回歸後第五年的2002年起，即被捲入教育統籌局的校本條例爭議當中。

### 神學院

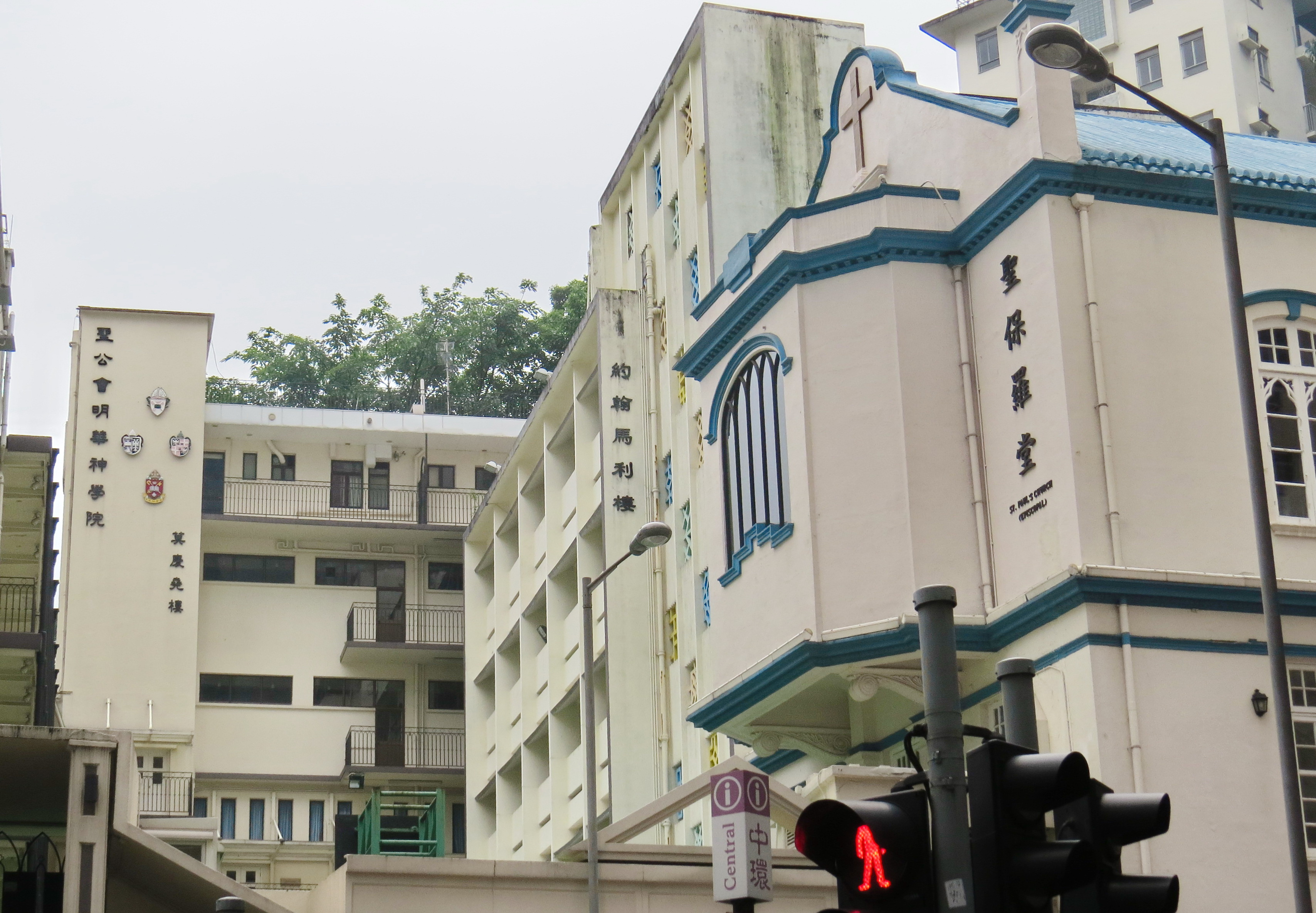
聖公會明華神學院和聖保羅堂

香港聖公會現行擁有一間神學院，以何明華會督命名：聖公會明華神學院（英语：Sheng Kung Hui Ming Hua Theological College）由聖公會港澳教區的前任主教何明華會督於1947年設立，前身為聖公會明華學院，為當時港澳教區的平信徒提供培育課程。1996年，香港聖公會教省準備成立，明華學院為配合訓練教省的聖品人，變成今日的明華神學院，協助栽培牧者和平信徒。學院提供神學學士課程，修讀科目包括聖經研究、教會歷史、基督教教義、基督教倫理、牧養神學、及哲學等。學院亦提供其他學習機會如各類不同之課程。

## 社會服務機構

### 香港聖公會福利協會有限公司
它主要負責香港聖公會的社會福利工作，服務範圍包括幼兒服務、青少年服務、家庭及輔導服務、智障及殘疾人士復康服務、社區發展服務、安老服務、培訓、顧問服務、成人教育等。
- 過渡性房屋項目「同心村」  於2020年1月10日，香港聖公會福利協會連同新鴻基地產宣布在元朗東頭興建具香港特色的過渡性房屋項目「同心村」，預計於2020年落成後，可即時為1,600個基層家庭提供適切的居所，惠及5,000個家庭。聖公會更會引入康健指數，是香港首個在過渡性房屋應用的健康指標，從而鼓勵居民培養出健康的生活習慣和建立自信。[15]

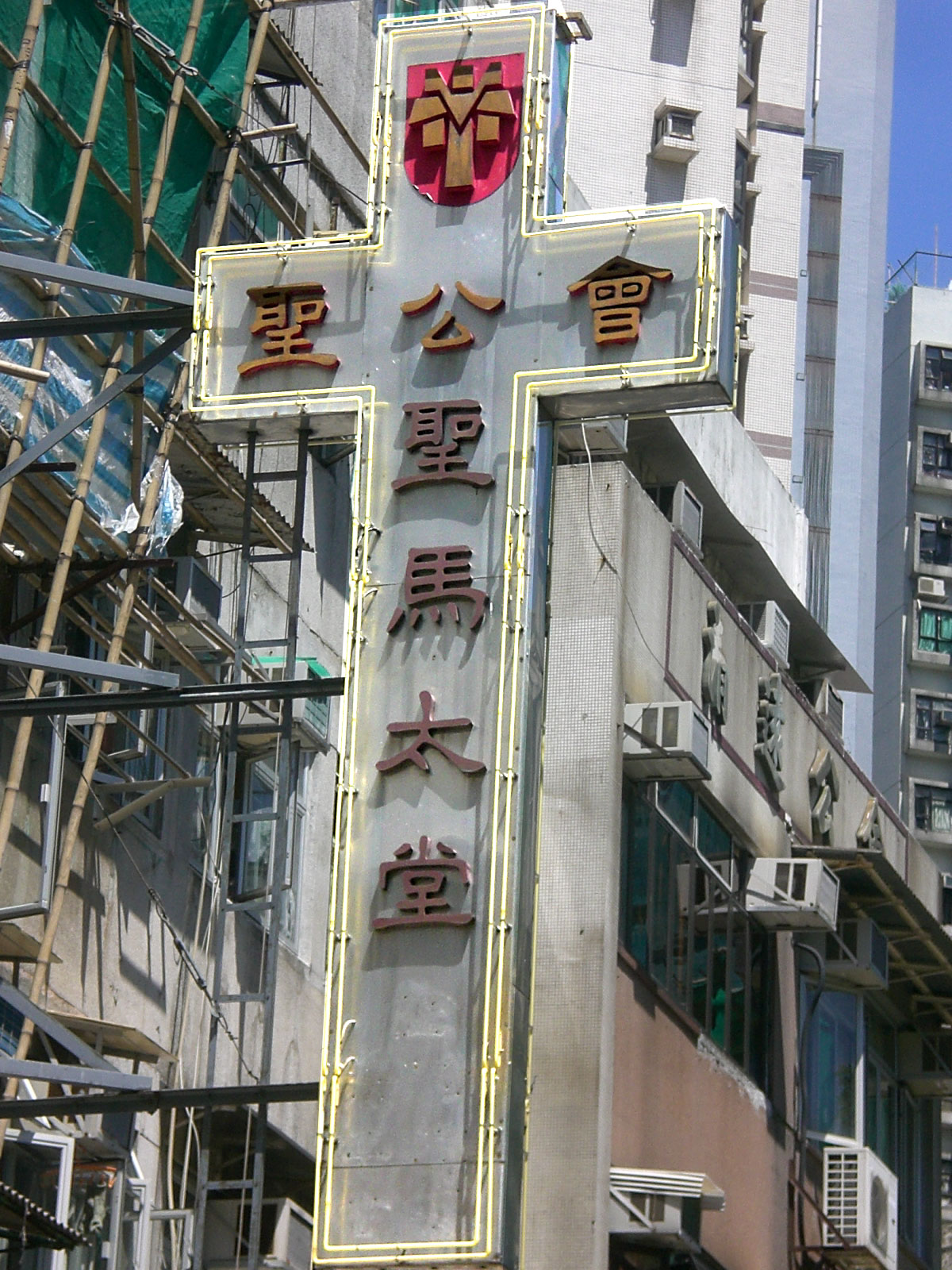
上環荷李活道聖公會聖馬太堂

### 聖基道兒童院
早於1935年由何明華會督創辦，最初主要是收容當時社會上戰亂的孤兒，現時已發展為多元化兒童服務機構，是香港擁有最多兒童之家服務名額的非政府機構。現今也為來自破碎家庭的青少年提供住宿照顧服務。

### 聖雅各福群會
由聖公會何明華會督及熱心人士在1949年創辦，最初名為「聖雅各兒童會」，於石水渠街北帝廟的一個偏廳開始推行兒童工作。1987年位於石水渠街的總會落成啟用。現時共有40多個單位，為不同地區人士提供服務。它是香港的一個慈善机构，總部建築物在灣仔石水渠街，也是香港公益金受惠成員之一，接近五成經費來自社會福利署。

### 香港聖公會麥理浩夫人中心
中心總部位於葵涌和宜合道，是香港公益金受惠成員之一。服務範圍包括照顧及教育綜合服務、家庭及社區綜合服務、就業發展綜合服務、社區健康綜合服務及長者綜合服務。

## 其他教省機構

### 教聲
教聲（Echo）周報為香港聖公會擁有及出版的中文及英文報紙，逢主日出版，報道香港聖公會、普世聖公宗與大公教會新聞，亦有副刊及專欄等，在教省各教堂、學校、社服單位免費派發。
范晋豪諸聖座堂座堂主任教憲牧師兼任督印人暨教聲編輯委員會主席。

### 宗教教育中心

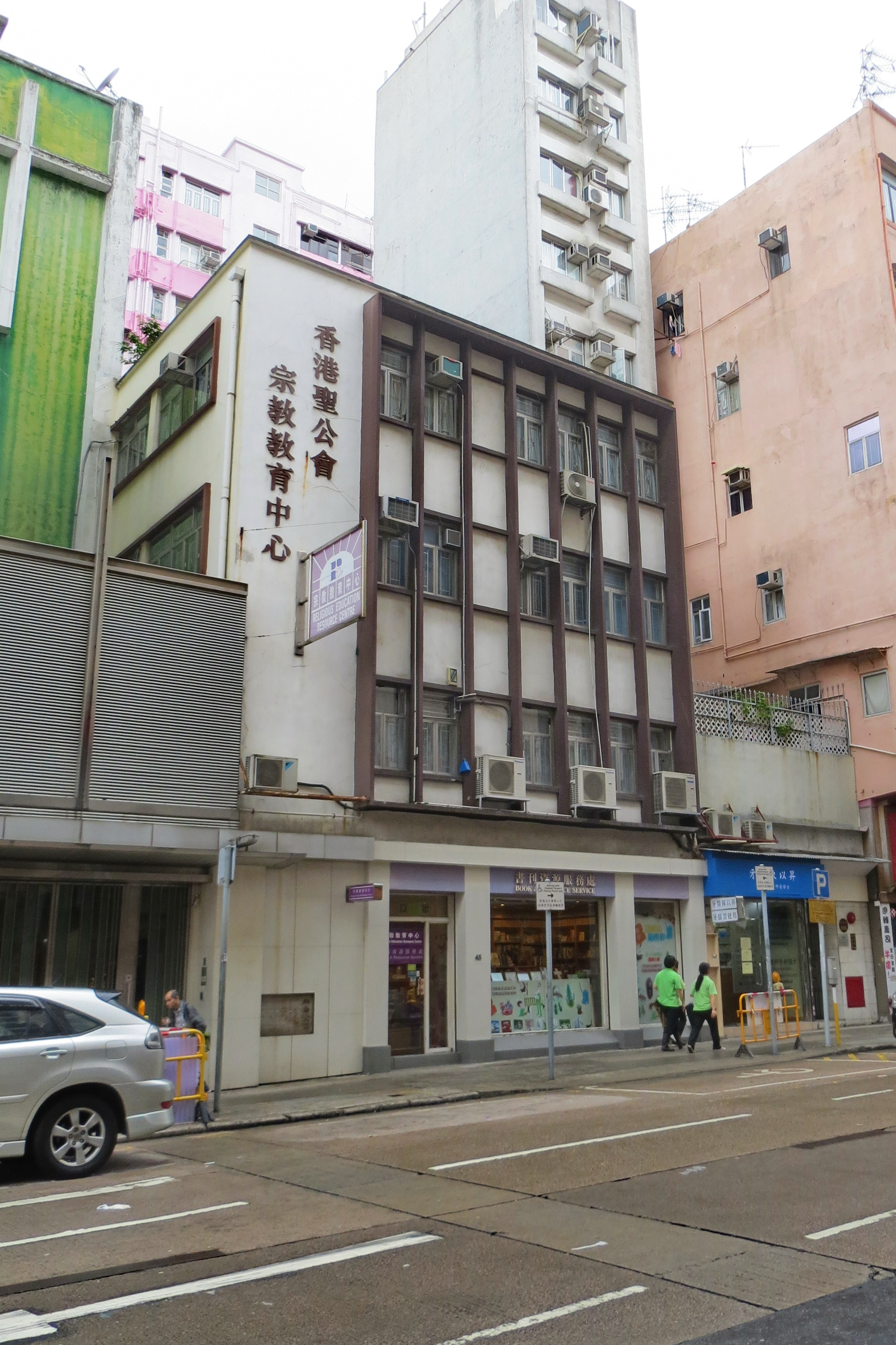
聖公會宗教教育中心

他們在1978年1月29日成立。早於60年代加強發展教育事工，同時準備全面開拓宗教教育工作。
中心成立初期，主要以培育信徒為目標，出版《傳遞》季刊、製作影音教材、定期舉辦研討會及培訓活動。80年代初，出版《完美的人生》小學宗教課程，廣受學校重視及採用。其他出版包括《裝備-團契領袖手冊》、《聖公會中學詩集》、《聖公會中學禱文集》等。 
90年代，中心漸具規模，培訓及出版工作亦日趨多元化，位於主教府的原址已在1988至90年不敷應用。中心遂於1991至93年遷往深水埗，同時增設書刊資源服務處，擴闊服務層面。其後每年平均出版書籍30至40本，《同創新天地》中學宗教教育課程、《天父世界》幼稚園宗教教育課程亦相繼面世。除出版課程及信徒培育書刊外，本中心更致力開展兒童事工，出版一系列兒童圖書及喻道故事。
邁進廿一世紀，努力回應社會、學校、教會等不同的需要，正策劃編寫生命教育課程、製作多媒體教材、更新信徒培育資源及提供適切的培訓課程。同時，他們正全力推廣生命教育及親子工作。並設門市、展銷、會員等服務，部分文章亦可在網站閱讀。

## 保育
2009年，聖公會宣佈斥資8億元保育中環建築群，當中下列四幢歷史建築將予以保留及復修：
- 會督府：建於1848年，現為一級歷史建築。建築以花崗岩築成屋基，兩層樓高，單邊後方有三層樓高碉堡式八角塔樓，屬刁陀復興式風格。原為主教居所及聖保羅書院最早期的校舍。擬保留作香港聖公會大主教辦事處，內設博物館，拆除近年新設的窗口式冷氣機及樓梯，並為傷殘人士加設設施。
- 聖保羅堂：建於1911年，擬議為一級歷史建築，屬哥德式風格。頂部建有尖長的塔樓，為中環早期為華人而設的基督教會。當時上層為禮拜堂，下層用作聖保羅書院課室。二戰時，教堂被徵用作日軍憲兵訓練學校。翻新後將全面對外開放。
- 廣傑樓：建於1851年，擬議為三級歷史建築。原為聖保羅書院南翼，是書院最早期的校舍。其後曾用作基恩小學校舍及聖公會刊物辦事處。2007年復修，供明華神學院學生上課及住宿，並命名為「廣傑樓」以表揚鄺廣傑大主教。擬保留作聖公會辦公室和綜合活動中心。
- 前教堂禮賓樓：建於1919年，擬議為一級歷史建築。樓高三層，又名馬丁樓，原為聖保羅書院宿舍，後來為多位傳教士居所。著名歐亞混血女作家韓素音曾居於此。日佔時期，是許多來自中立國的基督徒避難之所。近年新設的窗口式冷氣機及鋁窗將予拆除。

此外，下列建築將予以重建：
- 中庭：清拆莫慶堯樓、約翰馬利樓及聖公會福利協會等戰後建築，遷走明華神學院和聖公會幼稚園，改建為多層圓形中庭，設玻璃和綠化天幕。供基督教表演及聚會使用、藝術品展示和設餐飲區。
- 宿舍及社區中心：拆卸重建為新大樓，前排高11層，後排高13層，將設社區服務中心、神職人員宿舍、教會檔案室、文物館。
- 港中醫院：將改建為11層高的綜合醫療服務中心，提供醫療、長者院舍等服務。